# Charlęscy herbu Bończa
Charlińscy (Charlęscy) herbu Bończa – polski ród szlachecki, nazwisko pochodzi od staropolskiego słowa oznaczającego niegdyś chorującego. Chorować to po staropolsku charlać, czyli podupadać na zdrowiu, kaszleć.

## Początki rodu
W XV wieku ród wywodził się z Charleja z Ziemi Nowogródzkiej. Mimo służby dworskiej na salonach królewskich i wystawianiu własnej chorągwi jazdy nie osiągnęli statusu magnackiego. Wykupowanie krewnych z niewoli moskiewskiej po kampanii 1612 roku poważnie zubożyło całą rodzinę.

## Przedstawiciele rodu
- Jerzy Charliński – dziedzic Gorynia, Woli i Wierzchowicy. Król Zygmunt August w 1551 roku nadał tej wsi liczne przywileje.
- Szczęsny Adaukt Charlęski – podkomorzy kijowski. W 1599 roku sądził sprawę Pawła Moniwida Dorohostajskiego z Haponem i Fiodorem Trypolskimi.
- Mikołaj Charliński – w armii Dymitra Drugiego Samozwańca w 1608 roku występuje jako chorąży husarski w sto pięćdziesiąt koni. W 1613 roku zapada dekret w sprawie o rozgraniczenie gruntów Werbkowskich od gruntów Antonowskich, pomiędzy Mikołajem Charlińskim a Łukaszem Sapiehą.
- Krzysztof Charliński – dworzanin królewski. W 1613 roku prowadził negocjacje pokojowe z Moskwą, Polskę reprezentowali Krzysztof Kazimierski biskup kijowski, Jan Karol Chodkiewicz hetman wielki litewski, Krzysztof Radziwiłł hetman polny litewski, Mikołaj Hlebowicz wojewoda smoleński, Aleksander Gosiewski referendarz litewski, Bohdan Ogiński podkomorzy trocki, Samuel Hornostaj podkomorzy smoleński i Jan Hrydzicz sekretarz królewski.
- Jan Charliński – w 1618 roku nastąpiło dla niego nadanie urzędu kasztelana bracławskiego, podkomorzemu łuckiemu, po przejściu Adama Sanguszki Koszyrskiego na kasztelanię kijowską. W gminie Ostrohladowicze Charlińscy w 1626 roku ufundowali pierwszą świątynię w diecezji mińskiej.
- Hieronim Charlęski – starosta kaniowski w latach 1634-1635, starosta łucki w latach 1622-1639.
- Franciszek Charliński – deputowany do Sądu Głównego Wołyńskiego. Za zasługi dla domu Wazów jako dworzanin królewski uzyskał tytuł podkomorzego lubelskiego i osiadł na gruntach wsi Gromada. Gdzie widnieje w akcie lokacyjnym z 1639 roku.
- Jan Michał Charlęski – poseł na zjazd warszawski i sejm pacyfikacyjny 1673 roku. Stolnik smoleński, powiat nowogródzki.
- Jerzy Charlęski – był dziedzicem Gorynia, Woli i Wierzchowicy w powiecie lidzkim. Majętność ta szybko zmieniła właściciela i dziedzictwo przeszło na Deskurów, a następnie w ręce rodu Gordonów. Charlińscy jednak do powstania styczniowego pozostawali nadal na różnych włościach w powiecie lidzkim na Litwie.
- Aleksander Charliński właściciel ziemski samozwańczo tytułujący się hrabią, występuje około roku 1818 jako mason w loży kijowskiej Słowianie Zjednoczeni.
- Piotr Charlęski – był ułanem z czasów Wiosny Ludów na Węgrzech.
- Konstanty Charliński – powstaniec styczniowy 1863 roku. Służył w oddziale Narbutta. Wszystkie jego majątki uległy konfiskacie. Konstanty Charlęski z Talmonty z guberni wileńskiej, powiatu lidzkiego zmarł w 1868 roku na zesłaniu.